# آریم
آریم، روستایی است از توابع بخش مرکزی شهرستان سوادکوه در استان مازندران ایران. روستای آریم بعد از روستای کنگلو قرار دارد.

## جمعیت
این روستا در دهستان راستوپی قرار دارد و براساس سرشماری مرکز آمار ایران در سال ۱۳۸۵، جمعیت آن ۱۱۱ نفر (۳۶خانوار) بوده‌است.